# Guvernul URSS

Stema URSS, folosită ca simbol principal al guvernului URSS în anii 1923-1991

Guvernul URSS (sinonime: Guvernul Uniunii Sovietice, Guvernul sovietic) este denumirea generalizată a organismului administrării publice și centrale  a competențelor administrative generale a Uniunii Republicilor Socialiste Sovietice. 
În perioada sovietică, când se folosea termenul de „guvern al URSS” ca denumire oficială a unei anumite instituții, literele majuscule erau folosite în ortografia ei. Expresiile „guvern”, „guvern sovietic” și derivatele lor în contextul Uniunii Sovietice au fost folosite în trecut și sunt utilizate în prezent în limba rusă, de regulă, în mod informal - adesea pentru a face referire la totalitatea organelor puterii de stat și a guvernului URSS. 
În ani diferiți, guvernul URSS a purtat următoarele denumiri: 
- 30 decembrie 1922 - 6 iulie 1923 - Consiliul Comisarilor Poporului din RSFSR;
- 6 iulie 1923 - 15 martie 1946 - Consiliul Comisarilor Poporului din URSS;
- 15 martie 1946 - 14 ianuarie 1991 - Consiliul de Miniștri ai URSS;
- 14 ianuarie - 26 decembrie 1991 - [[ Cabinetul de miniștri al URSS |Cabinetul de miniștri ai URSS][2];
- 28 august - 20 septembrie 1991 - Comisia pentru gestionarea operațională a economiei naționale a URSS[3];
- 20 septembrie - 14 noiembrie 1991 - Comitetul Economic Inter-Republican al URSS;
- 14 noiembrie - 26 decembrie 1991 - Comitetul interstatal al Comunității Economice [4].

## Liderul guvernului

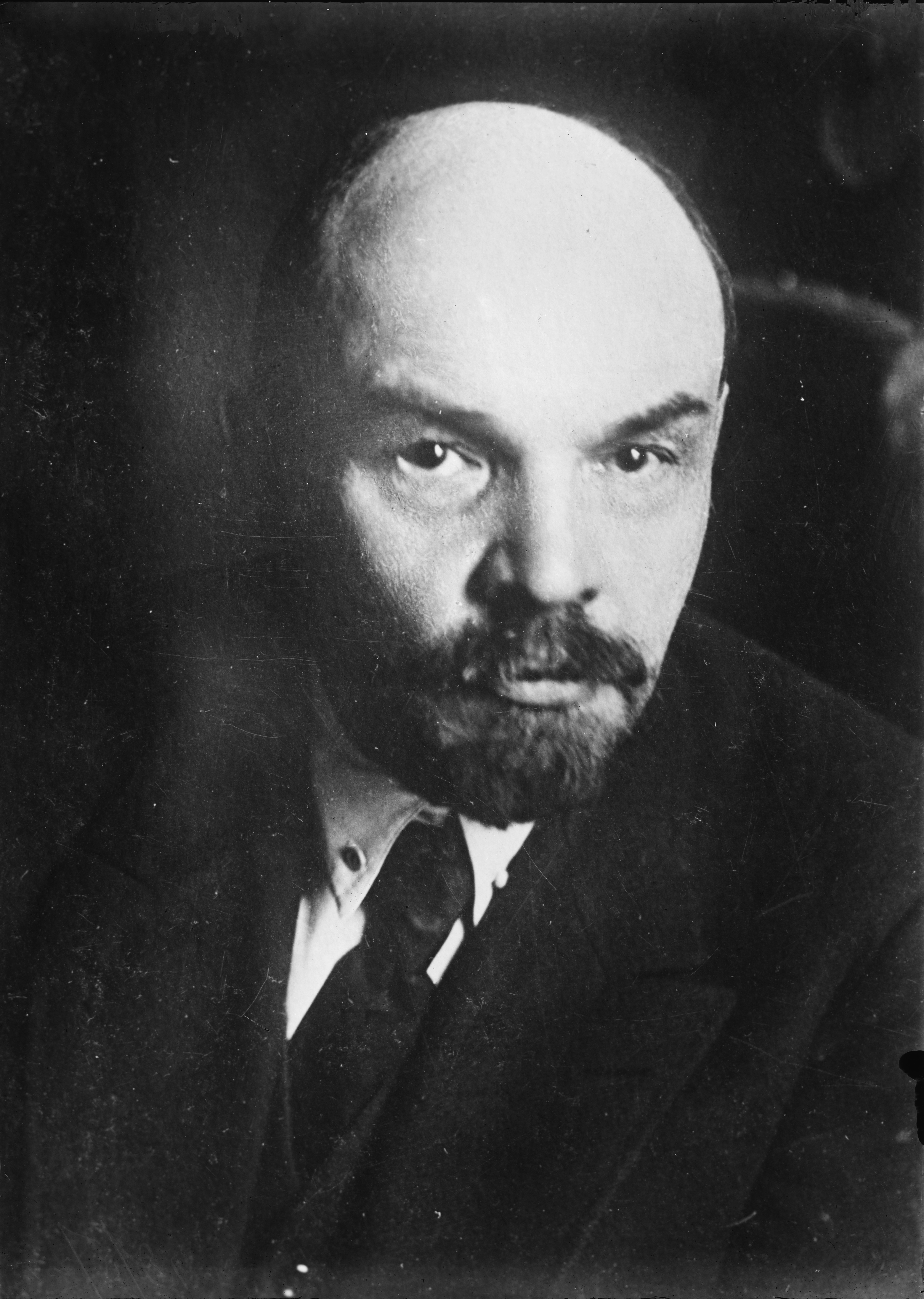
V. I. Lenin, primul lider al guvernului sovietic

Postul de lider al guvernului Uniunii Sovietice a fost în mare parte similar cu funcția de prim-ministru în alte țări. În anii diferiți, puterile liderului guvernului sovietic s-au schimbat, dar, în general, persoana care deține această funcție  supraveghea activitățile guvernului sovietic, putea propune membrii guvernului și a avut dreptul să ia decizii în anumite cazuri pe anumite probleme ale administrației de stat. Liderul guvernului nu avea dreptul să numească și să elimine independent funcțiile organelor guvernamentale centrale; acest drept aparținea celui mai înalt organ legislativ. 
Numirea liderului guvernului sovietic era realizată de cel mai înalt organ de putere de stat - Comitetul Executiv Central al URSS (între anii 1923-1938), iar din 1938 până în 1990 de către Sovietul Suprem al URSS. Din 1990, guvernul și liderul acestuia raportau direct președintelui URSS; cu toate acestea, numirea liderului guvernului în funcție necesita coordonarea acestuia cu Sovietul Suprem al URSS. 

## Organele guvernamentale centrale ale Uniunii Sovietice
Organele centrale ale administrației de stat ale URSS au fost nucleul sistemului de administrare de stat al Uniunii Sovietice. În sistemul organelor guvernamentale centrale ale Uniunii Sovietice erau incluse următoarele instituții: 
- organul central suprem de competență administrativă generală (guvernul URSS)
- organele centrale ale managementului sectorial și funcțional (comisariatele oamenilor (1922–46), ministerele (1946–91), comitetele de stat și agențiile de stat)
- departamentele centrale ale guvernului URSS

Guvernul URSS era format din liderii organelor centrale ale administrației sectoarelor și ale administrației funcționale și din liderii unor departamente guvernamentale. 
Departamentele guvernului sovietic
Guvernul sovietic a avut dreptul constituțional de a crea, reorganiza și desființa departamentele guvernamentale (birouri, inspecții, comisii, administrații, agenții etc.) necesare îndeplinirii funcțiilor atribuite guvernului unit de către Constituția URSS și de corpul de legi ale Uniunii Sovietice. Guvernul sovietic includea liderii unora dintre cele mai importante organe din punctul de vedere al administrației de stat subordonate guvernului - de exemplu, liderii Comitetului Afacerilor Școlilor Superioare (1936–46), Biroul Central de Statistică (1957–91) și alții. 

## Izvestia

Sigla ziarului Izvestia

- Ziarul "Izvestia" - în diferiți ani ai existenței guvernului URSS a apărut sub diferite denumiri: 
  - "Procesul Comitetului Executiv Central al Rusiei al sovieticilor țăranilor, muncitorilor, soldaților și deputaților de cazaci și al Consiliului muncitorilor din Moscova și deputaților armatei roșii" (1918-1923)[5]
  - "Lucrările Comitetului Executiv Central al Uniunii Republicilor Socialiste Sovietice și Comitetului Executiv Central All-Russian al sovieticilor muncitorilor, țăranilor, deputaților armatei roșii și cazacilor"[6] (Procesul CEC și al Comitetului Executiv Central All-Russian, 1923-1938)
  - „Buletinul sovieticilor deputaților poporului muncitor al URSS” (1938-1946)
- „Buletinul Comitetului Executiv Central, SNK și STO URSS” (1923-1924)
- „O colecție de legi și ordine ale Guvernului Muncitorilor și Țăranilor din URSS”[7] (1924-1937)
- „O colecție de decrete și ordine ale guvernului URSS” (1938-1946)
- „Colecția deciziilor și ordinelor Consiliului de Miniștri al URSS” (1946-1949)
- „Colecția de rezoluții a guvernului URSS” (1957-1991)